# Karlo Vragović
Karlo Vragović (Zagabria, 13 maggio 1989) è un cestista croato.
Alto 192 cm, gioca come guardia.